# Hà Vệ Đông
Hà Vệ Đông (tiếng Trung giản thể: 何卫东, bính âm Hán ngữ: Hé Wèidōng, sinh tháng 5 năm 1957, người Hán) là tướng lĩnh Quân Giải phóng Nhân dân Trung Quốc. Ông là Thượng tướng Quân Giải phóng Nhân dân Trung Quốc, Ủy viên Bộ Chính trị Trung ương Đảng khóa XX, hiện là Phó Chủ tịch Ủy ban Quân sự Trung ương, lãnh đạo cấp phó quốc gia. Ông từng là Tư lệnh Chiến khu Đông Bộ; Phó Tư lệnh Chiến khu kiêm Tư lệnh Lục quân Chiến khu Tây Bộ; Thường vụ Thành ủy Thượng Hải, Tư lệnh Khu Cảnh bị Thượng Hải; Tư lệnh Quân khu tỉnh Giang Tô.
Hà Vệ Đông là đảng viên Đảng Cộng sản Trung Quốc, học vị Cử nhân Chính trị, Cử nhân Quốc phòng. Ông nhập ngũ từ năm 15 tuổi, từ một trinh sát nghĩa vụ quân sự cho đến khi trở thành tướng lĩnh đứng đầu và lãnh đạo quân đội Trung Quốc với 50 năm tại ngũ, trực tiếp được bầu vào Bộ Chính trị từ năm 2022.

## Xuất thân và giáo dục
Hà Vệ Đông sinh vào tháng 5 năm 1957 tại huyện Nam Bình, tỉnh Phúc Kiến, Cộng hòa Nhân dân Trung Hoa, nguyên quán tại huyện Đông Đài, chuyên khu Diêm Thành, nay là thành phố cấp huyện Đông Đài thuộc địa cấp thị Diêm Thành, tỉnh Giang Tô. Ông lớn lên và tốt nghiệp phổ thông ở Trường Sơ trung Nam Bình vào cuối năm 1972 thì nhập ngũ, đến năm 1981 thì được điều tới Nam Kinh theo học Học viện Chỉ huy Lục quân trong 3 năm. Năm 2001, ông tiếp tục được gửi theo học Đại học Quốc phòng và nhận bằng Cử nhân Quốc phòng. Hà Vệ Đông được kết nạp Đảng Cộng sản Trung Quốc vào tháng 11 năm 1978, từng theo học và nhận bằng Cử nhân Chính trị tại Trường Đảng Trung ương Đảng Cộng sản Trung Quốc.

## Sự nghiệp

### Các giai đoạn
Tháng 12 năm 1972, Hà Vệ Đông nhập ngũ Quân Giải phóng Nhân dân Trung Quốc, ban đầu công tác ở Tập đoàn quân 31 với vị trí là chiến sĩ trinh sát. Sau khi được điều đi học Học viện Chỉ huy Lục quân, ông được phân công làm trinh sát tham mưu, rồi lần lượt là chính trị viên của tiểu đoàn trinh sát, phó trung đoàn trưởng rồi trung đoàn trưởng trinh sát. Những năm 1990–2000, ông là Tham mưu trưởng Sư đoàn 86 của Tập đoàn quân 31, rồi Lữ đoàn trưởng Lữ đoàn bộ binh cơ giới 92, Sư đoàn trưởng Sư đoàn 86. Tháng 6 năm 2007, ông được bổ nhiệm làm Tham mưu trưởng Tập đoàn quân 31, được 1 năm thì nhậm chức Phó Quân đoàn trưởng Tập đoàn quân 31, được thăng quân hàm làm Thiếu tướng Lục quân vào tháng 7 năm 2008. Tháng 1 năm 2013, ông được điều tới Quân khu Nam Kinh, bổ nhiệm làm Phó Tham mưu trưởng của quân khu này, được nửa năm thì điều chuyển sang làm Tư lệnh Quân khu tỉnh Giang Tô.
Tháng 3 năm 2014, Hà Vệ Đông được bổ nhiệm làm Tư lệnh Khu Cảnh bị Thượng Hải, kế nhiệm Thiếu tướng Chu Sinh Lĩnh được đề bạt làm Chủ nhiệm Bộ Chính trị Quân khu Nam Kinh, và được bầu bổ sung làm Ủy viên Ủy ban Thường vụ Thành ủy Thượng Hải từ tháng 2 năm 2015. Tháng 5 năm 2016, vào thời điểm hệ thống lực lượng quân đội địa phương được cải tổ, Chiến khu Tây Bộ được thành lập, ông được điều tới làm Phó Tư lệnh Chiến khu Tây Bộ, kiêm Tư lệnh Lục quân của chiến khu này. Vào tháng 7 năm 2017, ông được thăng quân hàm Trung tướng sau tròn 9 năm là Thiếu tướng, sang đầu năm 2018 thì ứng cử và trúng cử là Đại biểu Đại hội Đại biểu Nhân dân toàn quốc khóa XIII. Tháng 12 năm 2019, Hà Vệ Đông được nhà lãnh đạo Tập Cận Bình phong quân hàm Thượng tướng, được bổ nhiệm làm Tư lệnh Chiến khu Đông Bộ, thay thế Thượng tướng Lưu Việt Quân, trước thời điểm đạt tuổi nghỉ hưu là 63 đối với tướng lĩnh cấp phó chiến khu. Bắt đầu từ năm 2022, có những đề cập trên phương tiện truyền thông về vị trí công tác của ông, bao gồm việc ông mang cờ hiệu trên tay của Ủy ban Quân sự Trung ương khi tham gia hội nghị của Lực lượng Cảnh sát Vũ trang Nhân dân tại Kỳ họp thứ 5 của Nhân Đại Trung Quốc vào tháng 3; đeo một chiếc băng tay có in Trung tâm Chỉ huy tác chiến liên hợp Quân ủy Trung ương tương ứng với việc công tác ở đơn vị này khi tham dự hội thảo về quốc phòng và cải cách quân đội ở Bắc Kinh vào ngày 21 tháng 9. Ông cũng được được miễn nhiệm vị trí Tư lệnh Chiến khu Đông Bộ, được kế nhiệm bởi Thượng tướng Lâm Hướng Dương từ đầu năm này.

### Quân ủy Trung ương
Giai đoạn đầu năm 2022, Hà Vệ Đông được bầu làm đại biểu tham gia Đại hội Đảng Cộng sản Trung Quốc lần thứ XX từ đoàn Quân Giải phóng và Vũ cảnh. Tại đại hội, ông được bầu làm Ủy viên Ủy ban Trung ương Đảng Cộng sản Trung Quốc khóa XX, sau đó được bầu làm Ủy viên Bộ Chính trị, phê chuẩn làm Phó Chủ tịch Quân ủy Trung ương trong Hội nghị toàn thể lần thứ nhất Ủy ban Trung ương khóa XX vào ngày 23 tháng 10 năm 2022. Ông là Ủy viên Bộ Chính trị ngay trong nhiệm kỳ đầu tiên được bầu làm Ủy viên Trung ương, trước đó chưa từng là Ủy viên chính thức hay dự khuyết của Trung ương Đảng.

## Lịch sử thụ phong quân hàm
| Quân hàm |             |             | Thượng tướng |  |  |  |  |  |  |  |  |
| Cấp bậc  | Thiếu tướng | Trung tướng | Thượng tướng |  |  |  |  |  |  |  |  |
|          |             |             |              |  |  |  |  |  |  |  |  |